# Lamprogaster tricauda
Lamprogaster tricauda är en tvåvingeart som beskrevs av Mcalpine 1973. Lamprogaster tricauda ingår i släktet Lamprogaster och familjen bredmunsflugor. Inga underarter finns listade i Catalogue of Life.